# Modo Hockey
För andra betydelser, se Modo.
Modo Hockey (klubbens egen stavning: MoDo Hockey), egentligen Modo Hockeyklubb, är en ishockeyklubb från Örnsköldsvik i Ångermanland, grundad 1921 som Alfredshems IK. Klubben bytte 1963 namn till Modo AIK och delades år 1987 upp i ishockeyklubben Modo HK, i vardagligt tal "Modo Hockey", samt fotbollsklubben Modo FF (längdskidåkningssektionen gick samtidigt in i Hägglunds IoFK:s verksamhet). Klubbens herrlag spelar sedan 2025 i Hockeyallsvenskan. (I och med degraderingen 2016 nästan fördubblades antalet stöttande medlemmar i klubben på mindre än två månader.) Klubbens damlag spelar i SDHL.
Klubben har på herrsidan vunnit två SM-guld (1979 och 2007) och fyra SM-silver (1994, 1999, 2000 samt 2002), detta under tiden som Sveriges högsta division hette Elitserien, och därtill har klubben fyra grundseriesegrar i historiken (1964/1965, 1966/1967, 1978/1979 samt 1999/2000). Klubben innehar också ett EM-silver från 1996/1997.
Under 1990-talet fostrade Modo Hockeys juniorverksamhet ett trettiotal NHL-spelare då Peter "Foppa" Forsberg, Markus Näslund, Niklas Sundström samt tvillingbröderna Daniel och Henrik Sedin skulle bli de främsta stjärnprofilerna. 1992, 1993 och 2017 vann Modo Hockey dubbelt SM-guld för juniorer och totalt har klubben vunnit sex guld i både J18- och J20-SM.
Även på damsidan innehar klubben meriter som ett SM-guld (2012), fem SM-silver och nio brons sedan 1989.

## Historia
Föreningen som idag är Modo Hockey bildades på August Johanssons kafé i Sund (Brogatan 2, en numera riven byggnad som stod i hörnet av Brogatan och Modovägen), söder om Örnsköldsvik, söndagen den 27 mars 1921, under namnet Alfredshems IK. Den 14 januari 1938 kom ishockeyn med på föreningens program. Hockeylegendaren Einar "Knatten" Lundell, Stor grabb nummer 3 i svensk ishockey, hade uppdrag från Svenska Ishockeyförbundet att såsom instruktör presentera ishockey längs Norrlandskusten. Lundells instruktionsresa skulle komma att visa sig lyckosam i bland annat Ö-viksområdet och Ådalen. Dessa orter hade haft existerande bandyföreningar som tröttnat på att de inte släpptes in i det nationella seriesystemet för bandyn, snöskottandet av de större planerna, samt att särskilt föreningarna i Örnsköldsvik haft problem med publiktillströmningen till matcherna. Den 21 februari 1938 spelades den första ishockeymatchen i Örnsköldsvik med "Knatten" som domare mellan Örnsköldsviks SK och Alfredshems IK. Matchen slutade 4–3 i Örnsköldsviks SK:s favör och enligt de lokala tidningarna bevittnades matchen av cirka 200–400 åskådare, vilket var nära ett publikrekord för vinterlagidrott på orten. Säsongen 1938/1939 kom därpå att bli Alfredshems IK:s sista i bandy varefter ishockeyn var enda vinterlagsport på programmet. 
Efter målmedvetet arbete under första halvan av 1950-talet, under tränaren och ledaren Carlabel "Kabben" Berglund, steg Alfredshems ishockeylag snabbt genom divisionerna och säsongen 1958/1959 spelade klubben sin första säsong i högsta serien. Den första sejouren i högsta serien blev endast ettårig, därefter åkte klubben under några säsonger hiss mellan Division I och II, för att 1962/1963 slutligen etablera sig i högsta serien. Inför nästkommande säsong, 1963/1964, bytte klubben namn till Modo AIK efter huvudsponsorn Modo (Mo och Domsjö AB) – Örnsköldsviks största företag, som aktivt stöttat föreningen sedan dess grundande 1921 – AIK utlästes som "Allmänna Idrottsklubb". 
Under andra halvan av 1960-talet prenumererade klubben på slutspelsplatser, men utan att lyckas nå ända fram till SM-guld. 1970-talet följde i samma spår som andra halvan av 1960-talet och en allt starkare ungdomsverksamhet växte fram och skapade nya talanger. Då klubben 1987 delades upp i specialklubbar för respektive gren bytte ishockeyklubben namn till Modo Hockeyklubb (Modo HK), men kom i vardagligt tal och även i klubbens egna marknadsföring snabbt att benämnas som enbart "Modo Hockey". 1999 ändrades det visuella uttrycket av klubbnamnet igen, nu till MODO Hockey, eftersom det nybildade finpappersbolaget MODO Paper och tillika nya huvudsponsorn för ishockeylaget valde att skriva sitt namn på detta sätt. Modo Paper som knoppats av från SCA och Holmen köptes snabbt upp av M-Real varvid företagsnamnet försvann men Modo Hockey fortsatte skriva klubbnamnet versalt i sin kommunikation. I en motion på årsmötet 2021 konstaterades att förändringen som genomfördes år 2000 saknade förankring i ett årsmötesbeslut och årsmötet beslutade att återgå till den traditionella stavningen ”MoDo” i sin egen kommunikation.

### Elitserien (1975–2013)
Modo Hockey var med i den första upplagan av Elitserien när den startades säsongen 1975/1976. 1976 fick klubben sitt första klubbkansli, vilket inrättades i Kempehallen. Året därpå tog Tommy Sandlin över som tränare och satsningen startade; målet nåddes 1979 när klubben tog sitt första SM-guld efter att ha besegrat Djurgårdens IF med 8–3 i den avgörande finalmatchen som ägde rum i Göteborg. Succén skulle inte komma att upprepas under en överskådlig tid, utan 1980-talet präglades istället av bottenplaceringar (däribland en degradering efter 1983/84, då klubben tränades av Hardy Nilsson, men lyckades göra återavancemang redan efter en säsong) och Modo nådde endast två SM-slutspel under årtiondet; 1982 och 1988 (semifinal vid båda tillfällena).
Från en åttondeplats i grundserien 1993/1994 skrällde Modo först i kvartsfinalen mot Leksand med 3–1 i matcher (bäst av fem), semifinalen mot Djurgården med 2–0 i matcher (bäst av tre) och tog dessutom ledningen i finalen med 2–0 i matcher mot Malmö IF. Dominanta i Modo var främst Peter Forsberg och målvakten Fredrik Andersson. Malmö vände matchserien med tre raka segrar och tog således hem guldet. Symboliskt var slutspelssuccén mycket viktig i och med att juniorkullarna som hade börjat nå A-laget i början av 1990-talet visade att de faktiskt kunde ta klubben mot nya framgångar på nationell nivå, efter att ha haft en nästan permanent hotad elitseriestatus efter SM-guldet 1979.
Modos fjärdeplats i grundserien 1995/1996 kvalificerade laget för Europa-cupen säsongen 1996/1997. De gick obesegrade genom sin semifinalgrupp i Bordeaux 15-17 november 1996 efter segrar över franska Brest Albatros Hockey, ukrainska Sokil Kiev och jugoslaviska Röda stjärnan Belgrad. I slutspelet i Oberhausen 26-30 december 1996 nådde Modo finalen mot ryska HK Lada Toljatti. Modo ledde med 3-0 efter första perioden men Lada kvitterade och matchen gick till sudden death. Där avgjorde Lada efter 10.20.
Åren 1999, 2000 och 2002 tog sig Modo återigen till SM-final, men laget lyckades inte bärga sitt andra SM-guld vid något av tillfällena. I SM-finalserien 1999 ledde Modo med 2–1 i matcher och hade möjligheten att avgöra finalserien och bärga SM-guldet på bortaplan i den efterföljande fjärde finalmatchen mot Brynäs IF. Modo tog ledningen med 4–1, men Brynäs lyckades hämta upp till 4–4. Modo återtog sedan ledningen och var då drygt tre minuter ifrån SM-guldet. Brynäs kvitterade halvminuten senare och avgjorde sedan i sista minuten. Den följande och direkt avgörande matchen hemma i Kempehallen vann sedan Brynäs med 4–2, och Brynäs tog därmed hem SM-titeln.
Säsongen 2000/2001 ställdes tabellfyran Modo mot sexan Luleå HF i kvartsfinalen, där Modo var nära en historisk vändning från ett 0–3-underläge i matcher men förlorade den sjunde och avgörande matchen i Kempehallen med 2–4. (När ligan förnyades till Svenska Hockeyligan hösten 2013 hade inget lag lyckats vända ett 0–3-underläge i matcher och vinna sedan matchsystemet bäst av sju infördes 1999/2000.)
Säsongen 2004/2005 – det vill säga NHL-Lockoutsäsongen – var Modo topptippade främst med Peter "Foppa" Forsberg, Markus Näslund, Daniel och Henrik Sedin samt fler stora NHL-profiler i truppen, Tommy Salo som förstamålvakt och "Foppas" far Kent Forsberg som tränare. Modo slutade trots det sexa i grundserien, och förlorade kvartsfinalserien mot Färjestad BK med 2–4 i jämna matcher. Säsongen 2005/2006 kom Modo femma i grundserien, och hade den slovakiske mästarmålvakten Karol Križan som säsongens främsta pjäs i truppen då Modo jämte HV71 släppte in färst mål i grundserien. Laget förlorade kvartsfinalen återigen mot Färjestad, men denna gång med 1–4 i matcher och klara 7–21 i målskillnad.
Under sommaren 2006 flyttade A-lagsverksamheten till den nya arenan på den centralt belägna Framnäsudden, initialt under namnet Swedbank Arena men efter ett sponsorbyte år 2010 Fjällräven Center. Säsongen 2006/2007 kom Modo på tredje plats i grundserien, men i slutspelet kom laget att skrälla genom att vinna sitt andra SM-guld. En jämn kvartsfinalserie vanns mot Timrå IK med 4–3 i matcher efter förlängning i den avgörande matchen hemma (och något som blev särskilt omtalat var tjecken Miloslav Hořavas avgörande mål i den sjätte matchen i Eon Arena, som blev ett av tidernas slumpmål i ishockey på elitnivå). Semifinalen vanns mot HV71 med 4–3 i matcher, och slutligen finalen mot Linköping HC med 4–2 i matcher då guldmatchen spelades i Cloetta Center. Lagets dåvarande tränare Harald Lückner utsågs till säsongens tränare för svensk ishockey, som tränade klubbens A-lag från och med 2005/2006 till och med 2007/2008.
Säsongen 2007/2008 slutade Modo åter trea i grundserien, men Timrå IK tog sin revansch i kvartsfinalen med 4–1 i matcher. Vidare efter klubbens stora och plötsliga tabellkollaps mellan Karjala Tournament och nyår säsongen 2008/2009 (då laget sjönk från andra till tionde plats, vilket bland annat föranledde en klotterattack vid arenan riktad mot klubben av frustrerade fans) följde tre år utan slutspel, och klubben fick ekonomiska problem med bland annat VD-avhopp och en rad tränarbyten. Efter två raka niondeplatser slutade Modo sist i den rekordjämna tabellen 2010/2011, då laget förlorade den för tabellens utgång helt avgörande matchen i sista omgången borta mot AIK (vinst hade inneburit slutspelsplats). Modo hamnade därmed i kvalserien för första gången sedan 1990 men slutade där på andra plats och lyckades därför behålla elitserieplatsen. En direkt avgörande match spelades hemma i Fjällräven Center mot Elitseriens elfteplatstagare Södertälje SK, som vanns med 2–0 (då målen kom i början av andra perioden med endast åtta sekunders mellanrum). Efter säsongen blev Markus Näslund, som just hade avslutat sin spelarkarriär, klubbens nye General manager/sportchef fram till 2014 – varefter Per Svartvadet, som var med i guldlaget 2007, fick överta denna roll. Ulf Samuelsson tränade Modo de två sista åren under serienamnet Elitserien, och klubben lyckades nå sista slutspelsplatser men förlorade kvartsfinalerna mot Skellefteå AIK respektive Färjestad.

### SHL (2013–2016)
Säsongen 2013/2014 tog Anders Forsberg över huvudansvaret i båset, efter tre framgångsrika år i Skellefteå AIK. I den förnyade ligan SHL infördes det nya spelsystemet att lag 1–6 gick direkt till slutspel, medan lag 7–10 fick mötas i ett playoff där sjuan fick möta tian och åttan fick möta nian; tabellåttan Modo fick möta nian Linköpings HC i en matchserie över tre matcher. Modo förlorade med 2–0 i matcher. I december 2013 tillsatte klubben Charlotte Gustavsson som ny VD (ligans första kvinnliga sådan), efter det att företrädaren Anders Trollsås fick sparken i juni 2013 till följd av ett ständigt miljonunderskott sedan han tillträdde 2009, och Gustavssons uppgift skulle bli att kunna vända denna ekonomiskt negativa trend. Dock drabbades den 34-åriga värmländskan av bröstcancer i mars 2014, men återhämtade sig och kunde fortsätta sitt nya liv i klubben. Detta bidrog till att Modo i de två efterföljande säsongerna under Gustavsson arrangerade några kampanjmatcher, med specialfärgade (rosa) matchställ, som blev publiksuccéer där en viss del av intäkterna gick till Rosa bandet.
Säsongen 2014/2015 kom Modo att sluta sist i tabellen, efter att tillsammans med Leksands IF ha varit mer eller mindre avsågat i botten under hela grundserien, trots en storspelande förstamålvakt i form av Linus Ullmark. Den minimala budgeten gjorde att A-lagstruppen mestadels bestod av juniorer och billiga nyförvärv, och en av säsongens största kontroverser i hela SHL blev Modos värvning av 42-årige amerikanske Donald Brashear den 25 november – som trots sin halvminuts istid (speltid på planen) per match drog lite mer publik än innan, och var tilltänkt  att skapa oro och respekt hos motståndarna. Den 4 januari 2015 meddelade klubben att huvudtränaren  Anders Forsberg sparkas till följd av bottenplaceringen, Per-Erik Johnsson tog över uppdraget utan resultat och Modo tvingades kvala för att klara sig kvar i SHL. Ett nytt kvalsystem hade införts som innebar att istället för att möta alla lag i kvalserien hemma och borta en gång möttes två lag i en matchserie i bäst av sju matcher. Modo ställdes mot HC Vita Hästen och lyckades vinna matchserien med 4–0 (totalt 13–2 i målskillnad) och säkrade därmed SHL-kontraktet för säsongen 2015/2016.
Den 24 april 2015 blev det klart att den välmeriterade kanadensiske tränaren Larry Huras skulle leda Modo säsongen 2015/2016. Av samtliga SHL-klubbar hade Modo vid årsredovisningen 2015 lägst eget kapital, men sjätte högst årsresultat – vilket dels uppfyllde det nya SHL-kravet, men innebar också en fem miljoner kronor högre spelarbudget än föregående säsong. Före SHL-premiären hade Modo värvat åtta transatlanter (nordamerikaner) till spelartruppen, däribland stjärnbacken Noah Welch från regerande mästaren Växjö (dock blev Welch på grund av skatteskäl klar för spel först i november). På försäsongen tog Modo 8 av 30 möjliga poäng (3 segrar på 10 matcher), då tre SHL-konkurrenter och fyra allsvenska klubbar ingick. Under inledningen av SHL-säsongen drabbades några spelare av långvariga skador (bland andra den nye lagkaptenen Byron Ritchie) respektive avstängningar, och två tidiga återbud/avhopp. SHL hade till denna säsong utökats från 12 till 14 lag, och vid första landslagsuppehållet i november låg Modo på näst sista (13:e) plats, varvid Huras sparkades. Även de assisterande tränarna fick lämna klubben, varefter duon Andreas Johansson och Fredrik Olausson fick ta över. De senaste årens sportsliga resultat har också medfört ett sjunkande publiksnitt, och på fyra grundseriematcher under denna säsong (två under hösten och två efter nyår) noterades under 4 000 åskådare i Fjällräven Center – vilket gjorde att klubben redan vid första tillfället desperat vädjade till publiken i lokal media och skapade specialbiljetter. Tränarbytet medförde dock inget avancemang i tabellen, och ett nytt SHL-kval väntade.
Leksands IF hade efter att ha kontrakterat Modos förre tränare Per-Erik Johnsson i säsongens mitt avancerat från sista till fjärde plats i Hockeyallsvenskan, till att vinna playoff-serien och vidare en utslagsserie mot andraplatstagaren Tingsryds AIF, för att slutligen bli Modos kvalmotståndare. Inför denna matchserie lovade Andreas Johansson i direktsändning kommentatorn Lars Lindberg på C More Entertainment 10 000 kronor om Modo inte skulle spela i SHL säsongen 2016/2017. Trots tre storsegrar för Modo (därtill gavs stående ovationer och en sällsynt "Vågen" av den kräsna hemmapubliken) stod slutligen måleffektiva Leksand som segrare efter vändning och förlängningsavgörande i match 7:7 i ett fullsatt Fjällräven Center. Därmed blev Modo Hockey en allsvensk klubb, efter en 31 år lång sejour i högstaligan.

### Hockeyallsvenskan (2016–2023)
Modo Hockeys degradering ansågs vara resultatet av en konstant utförsbacke sedan SM-guldet 2007. Med sin redan strama ekonomi behövde klubben först göra en omorganisation från grunden, och därtill med särskild noggrannhet rekrytera en nästan helt ny trupp, och för överlevnad beviljades klubben ett lån om 6 miljoner kronor av Örnsköldsviks kommun. I Hockeyallsvenskan 2016/2017 var Modo istället för ett snabbt återtåg (som i mitten av 1980-talet) oftast närmare negativt kval än Slutspelsserien; laget slutade tolva i den jämna tabellen, och under säsongens gång kom både Per Svartvadet (som fick utstå mest kritik av alla i och med degraderingen) och Andreas Johansson att sparkas. Med Hans Särkijärvi som nästa huvudtränare inledde Modo säsongen 2017/2018 med fem raka segrar, följt av sex raka matcher utan poäng och var då åter krisstämplat. Laget fortsatte sin form med liknande toppar och svackor under resten av säsongen, och slutade tia efter förlust i den sista omgångens ödesmatch borta mot Tingsryds AIF (som spelade för att slippa negativt kval) där seger istället hade inneburit en plats i Slutspelsserien. Emil Molin i Modo blev denna säsongs meste poänggörare i Hockeyallsvenskan.

### SHL (2023-2025)
Den 30 april 2023 blev Modo klara för SHL igen efter att i sjunde och avgörande matchen ha besegrat Djurgården på hemmaplan, där man vann klart med 4-0.

### Hockeyallsvenskan (2025-)
Den 25 mars 2025 förlorade Modo kvalserien mot HV71, och blev därmed degraderade till Hockeyallsvenskan igen. 

### Säsonger
Nedan en översikt över Modos säsonger i seriespel.
| Säsong         | Division                      | Placering      | Upp-/nerflyttning |                |
| Alfredshems IK | Alfredshems IK                | Alfredshems IK | Alfredshems IK    | Alfredshems IK |
| -------------- | ----------------------------- | -------------- | ----------------- | -------------- |
| 1939/1940      | Ångermanlandsserien           | 2              |                   |                |
| 1940/1941      | Ångermanlandsserien           | 2              |                   |                |
| 1941/1942      | Ångermanlandsserien Norra     | 1              |                   |                |
| 1942/1943      | Ångermanlandsserien Norra     | 1              |                   |                |
| 1943/1944      | Ångermanlandsserien Norra     | 2              |                   |                |
| 1944/1945      | Ångermanlandsserien Norra     | 1              |                   |                |
| 1945/1946      | Ångermanlandsserien           | 1              |                   |                |
| 1946/1947      | Ångermanlandsserien           | 2              |                   |                |
| 1947/1948      | Ångermanlandsserien Norra     | 1              |                   |                |
| 1948/1949      | Södra Norrländska             | 3              |                   |                |
| 1949/1950      | Södra Norrländska             | 4              |                   |                |
| 1950/1951      | Södra Norrländska             | 3              |                   |                |
| 1951/1952      | Södra Norrländska             | 4              |                   |                |
| 1952/1953      | Division III Uppsvenska Norra | 4              |                   |                |
| 1953/1954      | Division III Uppsvenska Norra | 3              |                   |                |
| 1954/1955      | Division III Uppsvenska Norra | 2              | uppflyttade       |                |

| Säsong    | Division                       | Placering | Vårserie/SM                                  | Kval/SM-final                          |
| --------- | ------------------------------ | --------- | -------------------------------------------- | -------------------------------------- |
| 1955/1956 | Division II Södra Norrländskan | 4         |                                              |                                        |
| 1956/1957 | Division II Norra B            | 1         |                                              | 3:a i kvalserien                       |
| 1957/1958 | Division II Norra B            | 1         |                                              | 2:a i kvalserien, uppflyttade          |
| 1958/1959 | Division I Norra               | 8         |                                              | nerflyttade                            |
| 1959/1960 | Division II Norra B            | 1         |                                              | 2:a i kvalserien, uppflyttade          |
| 1960/1961 | Division I Norra               | 8         |                                              | nerflyttade                            |
| 1961/1962 | Division II Norra B            |           |                                              | 2:a i kvalserien, uppflyttade          |
| 1962/1963 | Division I Norra               | 5         | 1:a i kvalificeringsserien                   |                                        |
| Modo AIK  |                                |           |                                              |                                        |
| 1963/1964 | Division I Norra               | 2         |                                              | 6:a i Svenska mästerskapsserien        |
| 1964/1965 | Division I Norra               | 1         |                                              | 8:a i Svenska mästerskapsserien        |
| 1965/1966 | Division I Norra               | 3         | SM: Utslagna av V Frölunda                   |                                        |
| 1966/1967 | Division I Norra               | 1         | SM: Besegrar Djurgården, förlorar mot Brynäs | Förlorar tredje pris mot Södertälje    |
| 1967/1968 | Division I Norra               | 4         |                                              | 8:a i Svenska mästerskapsserien        |
| 1968/1969 | Division I Norra               | 2         |                                              | 6:a i Svenska mästerskapsserien        |
| 1969/1970 | Division I Norra               | 2         |                                              | 3:a i Svenska mästerskapsserien        |
| 1970/1971 | Division I Norra               | 3         |                                              | 4:a i Svenska mästerskapsserien        |
| 1971/1972 | Division I Norra               | 6         | 3:a i kvalificeringsserien                   | 2:a i kvalserien                       |
| 1972/1973 | Division I Norra               | 6         | 3:a i kvalificeringsserien                   | 1:a i norra kvalserien                 |
| 1973/1974 | Division I Norra               | 6         | 2:a i kvalificeringsserien                   |                                        |
| 1974/1975 | Division I                     | 5         |                                              |                                        |
| 1975/1976 | Elitserien                     | 5         |                                              |                                        |
| 1976/1977 | Elitserien                     | 4         | SM: Utslagna av Brynäs                       |                                        |
| 1977/1978 | Elitserien                     | 4         | SM: Utslagna av Skellefteå                   |                                        |
| 1978/1979 | Elitserien                     | 1         | SM: Besegrar Leksand                         | SM-final: Besegrar Djurgården, SM-guld |
| 1979/1980 | Elitserien                     | 8         |                                              |                                        |
| 1980/1981 | Elitserien                     | 8         |                                              |                                        |
| 1981/1982 | Elitserien                     | 4         | SM: Utslagna av Björklöven                   |                                        |
| 1982/1983 | Elitserien                     | 9         |                                              | 1:a i kvalserien                       |
| 1983/1984 | Elitserien                     | 9         |                                              | 2:a i kvalserien, nerflyttade          |
| 1984/1985 | Division I Norra               | 1         | 1:a i Allsvenskan                            | Besegrar Troja i finalen, uppflyttade  |
| 1985/1986 | Elitserien                     | 9         |                                              | 1:a i kvalserien                       |
| 1986/1987 | Elitserien                     | 10        |                                              | 1:a i kvalserien                       |

| Säsong      | Division            | Placering   | SM-slutspel/Vårserie                            | Kval/Playoff/SM-final                        |
| Modo Hockey | Modo Hockey         | Modo Hockey | Modo Hockey                                     | Modo Hockey                                  |
| ----------- | ------------------- | ----------- | ----------------------------------------------- | -------------------------------------------- |
| 1987/1988   | Elitserien          | 5           | SM: Besegrar Södertälje, utslagna av Björklöven |                                              |
| 1988/1989   | Elitserien          | 9           |                                                 |                                              |
| 1989/1990   | Elitserien          | 11          | 2:a i Allsvenskan, förlorar finalen mot Malmö   | 1:a i kvalserien                             |
| 1990/1991   | Elitserien          | 10          |                                                 |                                              |
| 1991/1992   | Elitserien          | 10          |                                                 |                                              |
| 1992/1993   | Elitserien          | 5           | SM: Utslagna av Malmö                           |                                              |
| 1993/1994   | Elitserien          | 8           | SM: Besegrar Leksand och Djurgården             | SM-final: Förlorar mot Malmö, SM-silver      |
| 1994/1995   | Elitserien          | 10          |                                                 |                                              |
| 1995/1996   | Elitserien          | 6           | SM: Besegrar HV71, utslagna av V Frölunda       |                                              |
| 1996/1997   | Elitserien          | 10          |                                                 |                                              |
| 1997/1998   | Elitserien          | 6           | SM: Besegrar Leksand, utslagna av Djurgården    |                                              |
| 1998/1999   | Elitserien          | 1           | SM: Besegrar V Frölunda och Malmö               | SM-final: Förlorar mot Brynäs, SM-silver     |
| 1999/2000   | Elitserien          | 6           | SM: Besegrar V Frölunda och Brynäs              | SM-final: Förlorar mot Djurgården, SM-silver |
| 2000/2001   | Elitserien          | 4           | SM: Utslagna av Luleå                           |                                              |
| 2001/2002   | Elitserien          | 2           | SM: Besegrar Luleå och V Frölunda               | SM-final: Förlorar mot Färjestad, SM-silver  |
| 2002/2003   | Elitserien          | 7           | SM: Utslagna av V Frölunda                      |                                              |
| 2003/2004   | Elitserien          | 8           | SM: Utslagna av HV71                            |                                              |
| 2004/2005   | Elitserien          | 6           | SM: Utslagna av Färjestad                       |                                              |
| 2005/2006   | Elitserien          | 6           | SM: Utslagna av Färjestad                       |                                              |
| 2006/2007   | Elitserien          | 3           | SM: Besegrar Timrå och HV71                     | SM-final: Besegrar Linköping, SM-guld        |
| 2007/2008   | Elitserien          | 3           | SM: Utslagna av Timrå                           |                                              |
| 2008/2009   | Elitserien          | 9           |                                                 |                                              |
| 2009/2010   | Elitserien          | 9           |                                                 |                                              |
| 2010/2011   | Elitserien          | 12          |                                                 | 2:a i Kvalserien                             |
| 2011/2012   | Elitserien          | 8           | SM: Utslagna av Skellefteå                      |                                              |
| 2012/2013   | Elitserien          | 7           | SM: Utslagna av Färjestad                       |                                              |
| 2013/2014   | Svenska Hockeyligan | 8           | SM: Utslagna av Linköping                       |                                              |
| 2014/2015   | Svenska Hockeyligan | 12          |                                                 | Direktkval: Besegrar Vita Hästen             |
| 2015/2016   | Svenska Hockeyligan | 13          |                                                 | Direktkval: Utslagna av Leksand, nerflyttade |
| 2016/2017   | Hockeyallsvenskan   | 12          |                                                 |                                              |
| 2017/2018   | Hockeyallsvenskan   | 10          |                                                 |                                              |
| 2018/2019   | Hockeyallsvenskan   | 6           | 4:a i Slutspelsserien                           |                                              |
| 2019/2020   | Hockeyallsvenskan   | 2           | Inställt                                        |                                              |
| 2020/2021   | Hockeyallsvenskan   | 12          |                                                 |                                              |
| 2021/2022   | Hockeyallsvenskan   | 2           | Besegrade Kristianstad, utslagna av Björklöven  |                                              |
| 2022/2023   | Hockeyallsvenskan   | 1           | Slutspel: Besegrar AIK och Mora                 | Finalen: Besegrar Djurgården, uppflyttade    |
| 2023/2024   | Svenska Hockeyligan | 11          |                                                 |                                              |
| 2024/2025   | Svenska Hockeyligan | 13          |                                                 | Play-out: Förlorar mot HV71, nerflyttade     |
| 2025/2026   | Hockeyallsvenskan   |             |                                                 |                                              |

## Damlag
Klubben har ett damlag som vunnit SM-guld 2011/2012 och tagit fyra SM-silver, 1988/1989, 2001/2002, 2005/2006 och 2013/2014 samt nio SM-brons 1987/1988, 1998/1999, 2000/2001, 2002/2003, 2004/2005, 2006/2007, 2007/2008, 2008/2009 och 2009/2010.
Laget spelar sedan vårsäsongen 2008 i Svenska damhockeyligan.
Den första organiserade dammatchen i ishockey i Sverige spelades 1969 mellan Modo AIK och Timrå IK.

## Modo Hockey Museum
Sedan 2011/2012 planerades att skapa ett Modo Hockey-museum i Fjällräven Center, Örnsköldsvik. Trots ett lån på fyra miljoner kronor från Örnsköldsviks kommun i slutet av säsongen 2012/2013 tvingades klubben skjuta på projektet eftersom det beräknades kosta uppemot sju miljoner samtidigt som klubben fortfarande hade en bristande ekonomi, främst på grund av ett publiktapp under säsongen 2013/2014 på över 1 000 åskådare i snitt per match än det budgeterade. Arbetet med att skapa ett Modo Hockey museum i Fjällräven Center påbörjades istället i augusti 2014 och första delarna stod klara hösten 2014. Montrarna visar Modo Hockeys historia från 1921 till dagens datum. Bland utställningarna finns matchanvända tröjor av legendarer i föreningen, klubbor som vunnit SM-Guld och plockhandskar från olika tidsepoker.

## Ungdomar och juniorer
Klubben är känd för att genom åren ha haft en framgångsrik ungdoms- och juniorverksamhet. Flera av dessa – exempelvis Peter Forsberg, Markus Näslund, tvillingarna Henrik och Daniel Sedin, och Victor Hedman – har senare haft stora framgångar i bland annat NHL. Klubben var även det lag i SHL som släppte fram och lät juniorer spela mest under perioden 2010–2015. Under dessa säsonger släppte Modo i snitt fram 9,4 juniorer per säsong med minst en minut istid vilket var näst bäst i serien. De hade även under denna period i snitt fyra juniorer per säsong som snittade minst 20 minuter istid per match vilket var bäst i serien. 1992, 1993 och 2017 vann Modo Hockeys båda juniorlag (J18 och J20) SM-guld.

## Ishockeyutbildning
Vid Örnsköldsviks gymnasium (Nolaskolan och Parkskolan) driver Örnsköldsviks kommun i samarbete med Modo Hockey en gymnasieskolutbildning med ishockey på programmet. Utbildningen har riksantagning, och var tidigare bara öppen för killar. Från läsåret/säsongen 2007/2008 står utbildningen dock även öppen för flickor.

## Hemmaarena
Kempehallen stod klar 1964 och ersatte då Kempevallen som hemmabana för ishockeylaget Modo AIK. Den sista säsongen inrymdes 5 114 åskådare i Kempehallen. Säsongen 2006/2007 blev Swedbank Arena, med en publikkapacitet på 7 600 åskådare, Modo Hockeys nya hemmaarena. I november 2009 ingicks ett sponsoravtal med företaget Fjällräven och arenan bytte vid årsskiftet 2009/2010 namn till Fjällräven Center. Mellan säsongerna 20/21 och 21/22 byttes åter igen namnet på arenan då klubben i augusti ingick i ett 10-årigt samarbetsavtal med Hägglundsföretagen "BAE Systems Hägglunds" och "Bosch Rexroth", namnet på arenan blev Hägglunds Arena.

## Funktionärer

### Ordförande i klubben
Förre landslagsmannen Åke Eklöf var klubbens ordförande från 1995 fram till sin död den 14 december 2006 och efterträddes av Anders Källström. Efter att klubbens A-lag missat slutspel för första gången sedan 1997 och Källström utsetts till ny VD i LRF, lämnade han vid årsmötet 2009 över till Sven Kågevall. En säsong utan slutspel senare lämnade Kågevall av personliga skäl över till den lokale företagaren Göran Ericson.

### Huvudtränare
| År                          | Tränare                        | Säsonger |
| --------------------------- | ------------------------------ | -------- |
| 1951–1973                   | Carlabel Berglund              | 22       |
| 1973–1975                   | Lennart Höglander              | 2        |
| 1975–1977                   | Lars Öhman                     | 2        |
| 1977–1983                   | Tommy Sandlin                  | 6        |
| 1983–1985                   | Hardy Nilsson                  | 2        |
| 1985–1987                   | Håkan Nygren                   | 2        |
| 1987–1989                   | Anders Nordin                  | 2        |
| 1989–1990                   | Ulf Thors                      | 1        |
| 1990–1991 höst              | Jan-Åke Andersson              | 1,5      |
| 1991 höst–1994              | Kent Forsberg                  | 2,5      |
| 1994–1997                   | Leif Boork                     | 3        |
| 1997–2001                   | Per Bäckman                    | 4        |
| 2001–2002 höst              | Jim Brithén                    | 1,5      |
| 2002 höst–2004              | Per-Arne "Pirro" Alexandersson | 1,5      |
| 2004–2005                   | Kent Forsberg                  | 1        |
| 2005–2008                   | Harald Lückner                 | 3        |
| 2008–2009                   | Harri Rindell                  | 1        |
| 2009–januari 2010           | Miloslav Horava                | 0,5      |
| januari–april 2010          | Hannu Aravirta                 | 0,5      |
| april 2010–april 2011       | Charles Berglund               | 1        |
| 2011–2013                   | Ulf Samuelsson                 | 2        |
| 2013–januari 2015           | Anders Forsberg                | 1,5      |
| januari–mars 2015           | Per-Erik Johnsson              | 0,25     |
| april–november 2015         | Larry Huras                    | 0,5      |
| november 2015–februari 2017 | Andreas Johansson              | 1,5      |
| april 2017–mars 2018        | Hans Särkijärvi                | 1        |
| april 2018–april 2020       | Björn Hellkvist                | 2        |
| juni 2020–november 2020     | Ville Nieminen                 | 0,2      |
| november 2020–februari 2021 | Pär Styf                       | 0,5      |
| februari 2021 – april 2021  | Magnus Sundquist               | 0,3      |
| april 2021 –                | Mattias Karlin                 | –        |

## Pensionerade tröjnummer

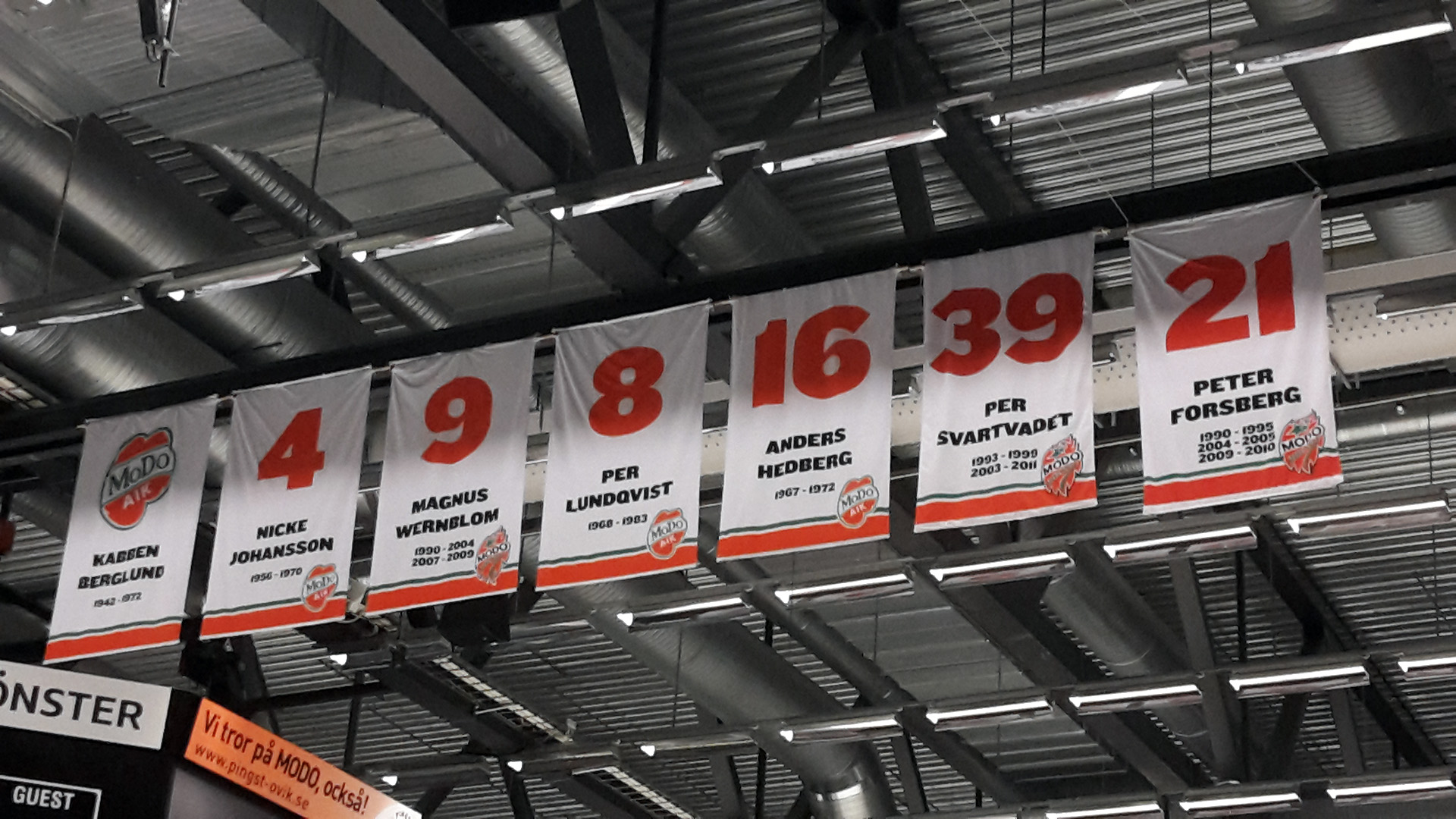
Pensionerade tröjnummer i Hägglunds Arena.

- Nr 3 – Mattias Timander
- Nr 4 – Nils "Nicke" Johansson
- Nr 8 – Per Lundqvist
- Nr 9 – Magnus Wernblom
- Nr 16 – Anders Hedberg
- Nr 19 – Markus Näslund
- Nr 21 – Peter Forsberg
- Nr 24 – Niklas Sundström
- Nr 39 – Per Svartvadet

## Utmärkelser
Detta är en lista över Modo Hockey:s utmärkelser och vinnare av utmärkelserna.

### Lagtroféer
| Pris           | Beskrivning     | Antal vinster | Säsonger         |
| -------------- | --------------- | ------------- | ---------------- |
| Le Mat-pokalen | Svenska mästare | 2             | 1978-79, 2006-07 |

### Individuella utmärkelser
| Utmärkelse                          | Beskrivning | Vinnare                | Säsong          |
| ----------------------------------- | --- | ---------------------- | --------------- |
| Guldhjälmen                         | Tilldelas varje år till den värdefullaste spelaren i Elitserien, framröstad av spelarna själva                           | Peter Forsberg         | 1992-93 1993-94 |
| Guldhjälmen                         | Tilldelas varje år till den värdefullaste spelaren i Elitserien, framröstad av spelarna själva                           | Mats Zuccarello Aasen  | 2009-10         |
| Guldpucken                          | Tilldelas varje år den främste spelaren i Elitserien och landslaget. Delas ut av Expressen och Svenska ishockeyförbundet | Nils "Nicke" Johansson | 1963-64         |
| Guldpucken                          | Tilldelas varje år den främste spelaren i Elitserien och landslaget. Delas ut av Expressen och Svenska ishockeyförbundet | Peter Forsberg         | 1992-93 1993-94 |
| Guldpucken                          | Tilldelas varje år den främste spelaren i Elitserien och landslaget. Delas ut av Expressen och Svenska ishockeyförbundet | Daniel & Henrik Sedin  | 1998-99         |
| Guldpucken                          | Tilldelas varje år den främste spelaren i Elitserien och landslaget. Delas ut av Expressen och Svenska ishockeyförbundet | Per Svartvadet         | 2006-07         |
| Guldskridskon                       | Bäste svenske spelare i VM eller OS                                                                                      | ?                      | ?               |
| Håkan Loob Trophy                   | Tilldelas främste målskytt under den reguljära säsongen                                                                  | Per-Åge Skröder        | 2008–09         |
| Rinkens riddare                     | Tilldelas årets gentleman inom svensk ishockey                                                                           | Frantisek Kaberle      | 1998–99         |
| Rinkens riddare                     | Tilldelas årets gentleman inom svensk ishockey                                                                           | Mattias Weinhandl      | 2001-02         |
| Årets Coach                         | Tilldelas varje år till årets tränare. Delas ut av hockeyjournalisternas kamratförening                                  |                        |                 |
| Årets rookie                        | Årets nykomling |                        |                 |
| Elitserien i ishockeys All star-lag | Elitseriens främsta spelare framröstade till ett lag av ishockeyjournalister                                             |                        |                 |

## Spelar- och tränarprofiler
Spelare
Följande Modo-representanter har spel/draft i NHL och/eller spel i landslag på sin meritlista:
- Mikkel Aagaard
- Fredrik Andersson
- Sture Andersson
- Adrian Aucoin
- Bo Berglund
- Charles Berglund
- Donald Brashear
- Lars Byström
- Gunnar Bäckman
- Jesper Duus
- Róbert Döme
- Tina Enström
- Tobias Enström
- Jan Eriksson
- Peter Forsberg
- Peter Gradin
- Thomas Gradin
- Erika Grahm
- Kristers Gudlevskis
- Anders Hedberg
- Pierre Hedin
- Victor Hedman
- Dan Hinote
- Peter Hirsch
- Michael Hjälm
- Nils "Nicke" Johansson
- Hans Jonsson
- Tomas Jonsson
- Frantisek Kaberle
- Anders Kallur
- Adrian Kempe
- Karol Krizan
- Kristian Kuusela
- Jan Larsson
- Mikko Leinonen
- Lasse Lindgren
- Roger Lindström
- Richard Lintner
- Einar Lundell
- Per Lundqvist
- Morten Madsen
- Kjell-Rune Milton
- Lars Molin
- Lars Nyberg
- Markus Näslund
- Björn Palmqvist
- Mikael Pettersson
- Samuel Påhlsson
- Tommy Salo
- Andreas Salomonsson
- Ulf Samuelsson
- Ulf Sandström
- Daniel Sedin
- Henrik Sedin
- Tommy Själin
- Therése Sjölander
- Per-Åge Skrøder
- Kim Staal
- Alexander Steen
- Oscar Steen
- Niklas Sundström
- Per Svartvadet
- Anders Söderberg
- Mattias Timander
- Ole-Kristian Tollefsen
- Juha Tuohimaa
- Mattias Weinhandl
- Magnus Wernblom
- Mats Zuccarello Aasen
- Hardy Åström
- Sune Ödling
- Jesper Olofsson
- Victor Olofsson

Tränare (A-lag, herr), fram till 2025
Källa
- Carlabel Berglund (1951–1973)
- Lennart Höglander (1973–1975)
- Lars Öhman (1975–1977)
- Tommy Sandlin (1977–1983)
- Hardy Nilsson (1983–1985)
- Håkan Nygren (1985–1987)
- Anders Nordin (1987–1989)
- Ulf Thors (1989–1990)
- Jan-Åke Andersson (1990–1991)
- Kent Forsberg (1991–1994 + 2004/05)
- Leif Boork (1994–1997)
- Per Bäckman (1997–2001)
- Jim Brithén (2001–2002)
- Pirro Alexandersson (2002–2004)
- Harald Lückner (2005–2008)
- Harri Rindell (2008-2009)
- Miroslav Hořava (2009-2010)
- Hannu Aravirta (2010-2010)
- Charles Berglund (2010-2011)
- Ulf Samuelsson (2011-2013)
- Anders Forsberg (2013-2015)
- Per-Erik Johnsson (2015-2015)
- Larry Huras (2015-2015)
- Andreas Johansson (2015-2017)
- Per Bäckman (2017-2017)
- Hans Särkijärvi (2017-2018)
- Björn Hellkvist (2018-2020)
- Ville Nieminen (2020-2020)
- Per Styf (2020-2021)
- Magnus Sundquist (2021-2021)
- Mattias Karlin (2021 -)